# Томас, Джон Уильям Элмер
Джон Уильям Элмер Томас (чаще Элмер Томас; англ. John William Elmer Thomas; 8 сентября 1876, Гринкасл, Индиана — 19 сентября 1965, Лотон, Оклахома) — американский юрист и политик, член либерального крыла Демократической партии; член Палаты представителей (1922) и сенатор (1926) от штата Оклахома; сторонник Нового курса Франклина Рузвельта, также сторонник участия США в Лиге Наций и в работе Всемирного суда; поддерживал Пакт мира Келлога — Бриана.

## Работы
- Financial engineering (1953)
- Autobiography of an enigma (1965)